# Gudrun Loewe
Gudrun Loewe (* 28. Januar 1914 in Kiel; † 18. Februar 1994 in Bäk) war eine deutsche Prähistorikerin, die in verschiedenen Regionen Deutschlands in der Bodendenkmalpflege und hierbei besonders in der archäologischen Landesaufnahme tätig war. Ihr Vater war der Kapitänleutnant und Luftschiffkommandant Odo Loewe (1884–1916), welcher beim Untergang von LZ 54 umkam. Ihr Bruder Odo jr. (* 1914) kam im Zweiten Weltkrieg 1943 beim Untergang von U 954 um.

## Leben und Wirken
Gudrun Loewe studierte an den Universitäten Kiel, Hamburg, Tübingen und Jena Vor- und Frühgeschichte, Geographie und Anthropologie und schloss das Studium 1943 bei Gotthard Neumann in Jena mit einer Dissertation über „Die Kultur mit Schnurkeramik im Lande Thüringen“ ab. Aufgrund einer Eingabe Neumanns an das Volksbildungsministerium erfolgte bereits am 1. Oktober 1939 die Anstellung als Hilfsassistentin für das Germanische Museum und die Anstalt für Vor- und Frühgeschichte. Ab 1941 war sie nunmehr in Vertretung von Neumann als staatlicher Vertrauensmann für die vor- und frühgeschichtlichen Bodenaltertümer Thüringens tätig und hatte als Assistentin den gesamten Innen- und Außendienst des Germanischen Museums übernehmen müssen. In diese Zeit fallen Ausgrabungen von merowingerzeitlichen Reihengräbern in Ichtershausen bei Arnstadt (1941), zwei schnurkeramischen Grabhügeln in Seifartsdorf bei Stadtroda (1942) und sechs schnurkeramischen Grabhügeln im Luckaer Forst (1941/1942). Ab Sommersemester 1944 bot Loewe auch Vorlesungen und Übungen im Fach Ur- und Frühgeschichte an der Universität Jena an.
Nach dem Ende des Zweiten Weltkriegs verließ Loewe die sowjetische Besatzungszone und war am Amt für Bodenaltertümer in Marburg, am Amt für Bodendenkmalpflege in Darmstadt und am Rheinischen Landesmuseum in Bonn (Landesaufnahme des Kreises Kempen-Krefeld) tätig. 1958 konnte sie schlüssig belegen, dass es sich bei den Wetterauer Brandgräbern um geschickte Fälschungen handelt. 1965 wechselte sie an das Landesamt für Vor- und Frühgeschichte von Schleswig-Holstein, wo sie als Dezernentin für die archäologische Landesaufnahme arbeitete. Hier übernahm sie vornehmlich die wissenschaftliche Bearbeitung der Landesaufnahme des Alt-Kreises Schleswig. 1979 trat sie in den Ruhestand, blieb aber weiterhin im Fach mit Publikationen und Vorträgen tätig.

## Werke (Auswahl)
Monographien
- Kataloge zur mitteldeutschen Schnurkeramik, Teil 1: Thüringen (= Veröffentlichungen des Landesmuseums für Vorgeschichte in Halle. Bd. 17). Niemeyer Verlag, Halle 1959.
- Kreis Kempen-Krefeld (= Archäologische Funde und Denkmäler des Rheinlandes. Bd. 3). Rheinland-Verlag, Düsseldorf 1971, ISBN 3-7927-0141-3.
- Kreis Schleswig (seit 1974 Kreis Schleswig-Flensburg) (= Archäologische Denkmäler Schleswig-Holsteins. Bd. 8). Verlag Wachholtz, Neumünster 1998, ISBN 3-529-01308-0.

Aufsätze
- mehrere Aufsätze in Der Spatenforscher (Beilage der Zeitschrift Das Thüringer Fähnlein) von 1941 bis 1943.
- mehrere Aufsätze im Jahrbuch für die schleswigsche Geest.
- Zur Frage der Echtheit der jungsteinzeitlichen „Wetterauer Brandgräber“. In: Germania. Bd. 36 (1958), S. 421–436, ISSN 0016-8874.
- Fernstraßen der Vorzeit im südwestlichen Vogelsberg. In: Geschichtsverein Büdingen (Hrsg.): Kreis Büdingen, Wesen und Werden. Büdingen 1956, S. 129–142.

## Nachrufe und Würdigungen
- Hans-Heinrich Bracker: Dr. Gudrun Loewe †. In: Jahrbuch für die schleswigsche Geest. ISSN 0446-3935, Bd. 43 (1995), S. 257 f.